# العلاقات الغواتيمالية الفلسطينية
العلاقات الغواتيمالية الفلسطينية هي العلاقات الثنائية التي تجمع بين غواتيمالا ودولة فلسطين.

## التاريخ
لطالما كانت غواتيمالا شريكًا مهمًا للغاية مع إسرائيل، ولهذا لم تكن قد قررت سابقًا إقامة علاقات دبلوماسية أو الاعتراف بالدولة الفلسطينية.
اعترفت غواتيمالا بالدولة الفلسطينية في نوفمبر 2013، مما أدى إلى إدانة إسرائيل للاعتراف بها. واعترفت غواتيمالا بفلسطين، بناء على طلب وزير الخارجية فرناندو كاريرا، بحجة أن "الحوار ومبادرات السلام للمجتمع الدولي من أجل حل سلمي للصراع الإسرائيلي الفلسطيني".
في وقت لاحق، في عام 2017، أعلن الرئيس جيمي موراليس نقل سفارة غواتيمالا من تل أبيب إلى القدس، مما تسبب في إدانة فلسطين والجامعة العربية.